# Moose Lake (British Columbia)
Der Moose Lake ist der einzige See im Flusslauf des Fraser River in der kanadischen Provinz British Columbia. Er liegt im Oberlauf des Flusses, etwa 3,9 km flussabwärts von der Mündung des Moose River entfernt. Der See liegt im Zentrum des Mount Robson Provincial Park, im Fraser-Fort George Regional District.

## Beschreibung
Der Moose Lake ist ein langer, mäßig breiter See. Er ist breiter als sein Zufluss und wird zum Abfluss hin immer schmaler. Er ist 11,7 km lang und mit 1,9 km nahe seines Zuflusses am breitesten. An seinem Ostende fließt ihm der Fraser River durch einen Sumpf zu. Der Fluss verlässt ihn wieder an seinem westlichen Ende. Der British Columbia Highway 16, der hier Teil des Yellowhead Highway ist und die Eisenbahntrasse der Canadian National Railway (gleichfalls von Zügen der VIA Rail Canada, so von The Canadian und vom Zug auf der Strecke Jasper–Prince Rupert, genutzt) folgen eng dem nördlichen Seeufer.